# La Lur i l'Amets
La Lur i l'Amets (originalment en basc, Lur eta Amets) és una pel·lícula d'animació del 2020 dels directors Imanol Zinkunegi i Joseba Ponce. S'ha doblat al català.
És un projecte creat per l'Ikastolen Elkartea, Katxiporreta i l'editorial Elkar, que inicialment es va plasmar en llibres i contes. Després van crear un joc de taula amb aquests personatges i més tard va fer el salt de l'animació cinematogràfica.

## Sinopsi
Els bessons Lur i Amets passaran el cap de setmana a casa de l'àvia Andere. Però no serà un cap de setmana normal per als joves, ja que s'embarcaran en un viatge ple d'aventures. Així, descobriran la història del País Basc, tot visitant diferents èpoques. Al llarg del camí coneixeran molts personatges.